# رافائيل ديفيد ليفين
رافائيل ديفيد ليفين (بالعبرية: רפאל לוין‏)(من مواليد 29 مارس 1938) هو كيميائي إسرائيلي وهو أستاذ في الجامعة العبرية في القدس، وقسم الكيمياء والكيمياء الحيوية، جامعة كاليفورنيا، لوس أنجلوس ومعهد كرمب للتصوير الجزيئي لمدرسة ديفيد جيفن للطب في جامعة كاليفورنيا في لوس أنجلوس.
في عام 1974 حصل على جائزة إسرائيل في العلوم الدقيقة.